# Gare de Couvin
La gare de Couvin est une gare ferroviaire belge, terminus de la ligne 134 de Mariembourg à Couvin, située sur le territoire de la commune de Couvin dans la province de Namur en région wallonne.
Elle est mise en service en 1854 par la Société du chemin de fer de l'Entre-Sambre-et-Meuse. Fermée en 1954 elle est rouverte en 1984.
Bien que terminus de la ligne, c'est une halte voyageurs de la Société nationale des chemins de fer belges (SNCB) desservie par des trains Suburbains (S64) et d’Heure de pointe (P).

## Situation ferroviaire
Établie à 182 mètres d'altitude, la gare terminus de Couvin est située au point kilométrique (PK) 5,50 de la ligne 134 de Mariembourg à Couvin, après la gare ouverte de Mariembourg. Sur cette courte ligne s'intercale la gare fermée de Frasnes-lez-Couvin.

## Histoire
La station terminus de Couvin est mise en service le 15 juin 1854 par la Société du chemin de fer de l'Entre-Sambre-et-Meuse, lorsqu'elle ouvre à l'exploitation cette courte antenne de Mariembourg à Couvin.
Dans les années 1930, le bâtiment de la gare fut démoli et remplacé par un bâtiment moderne à toit plat.
Elle est fermée au service des voyageurs, comme la ligne, le 17 octobre 1954. Son bâtiment voyageurs est alors vendu par la SNCB, son aspect a été fortement changé.

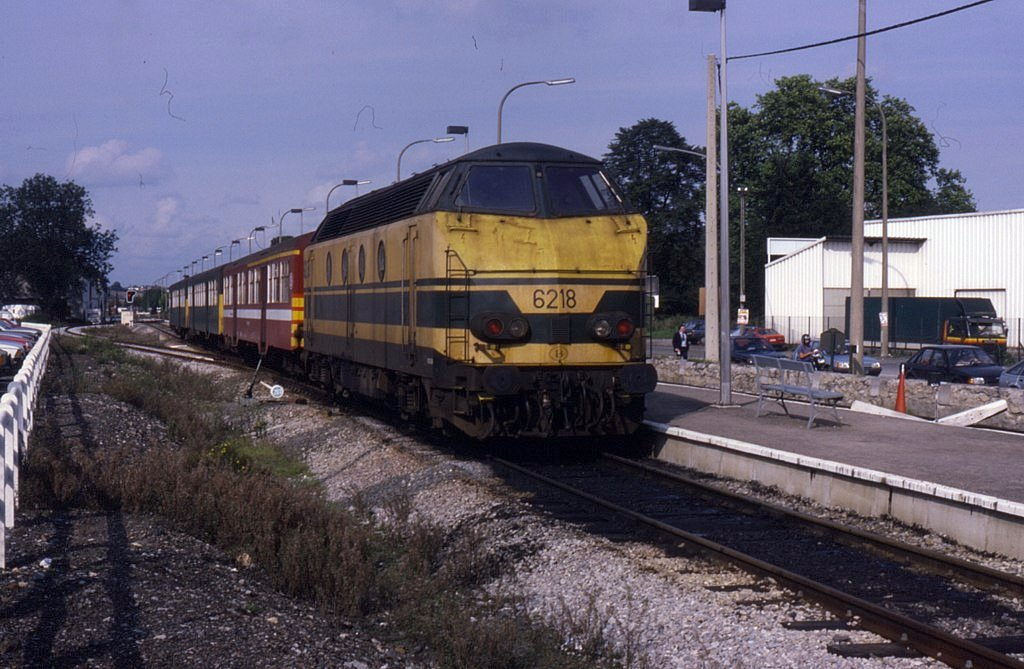
Desserte de la gare en 1987.

Le service des voyageurs est rouvert le 3 juin 1984 par la SNCB qui aménage un point d'accueil dans un petit édifice en préfabriqué. Cette installation perdure jusqu'à l'incendie d'origine criminelle du mois de septembre 2000. Dans l'urgence, la solution provisoire a été de délivrer les billets à bord des trains et d'installer un wagon à poste fixe pour les cheminots préposés notamment au fonctionnement des aiguillages. La fréquentation en nombre de voyageurs utilisant la gare est alors de 440 par jour en semaine et de 150 le samedi et 230 le dimanche. 
La solution choisie par la SNCB est le rachat à Belgacom d'une aile de l'ancien bâtiment voyageurs de la gare pour 49 578 euros et son réaménagement pour un coût de 44 620 euros. Les travaux débutent au début de l'année 2001 pour une livraison en décembre. Ils comportent la création d'un espace voyageurs avec un guichet et des locaux pour le personnel nécessaire au fonctionnement administratif et technique de la gare. Dans le même temps le parking pour les véhicules est réaménagé et la gare routière est également refaite. 
En 2010, le guichet n'est plus ouvert que le matin.
Depuis le 28 juin 2013, la gare est devenue un point d'arrêt et le guichet est définitivement fermé.

## Service des voyageurs

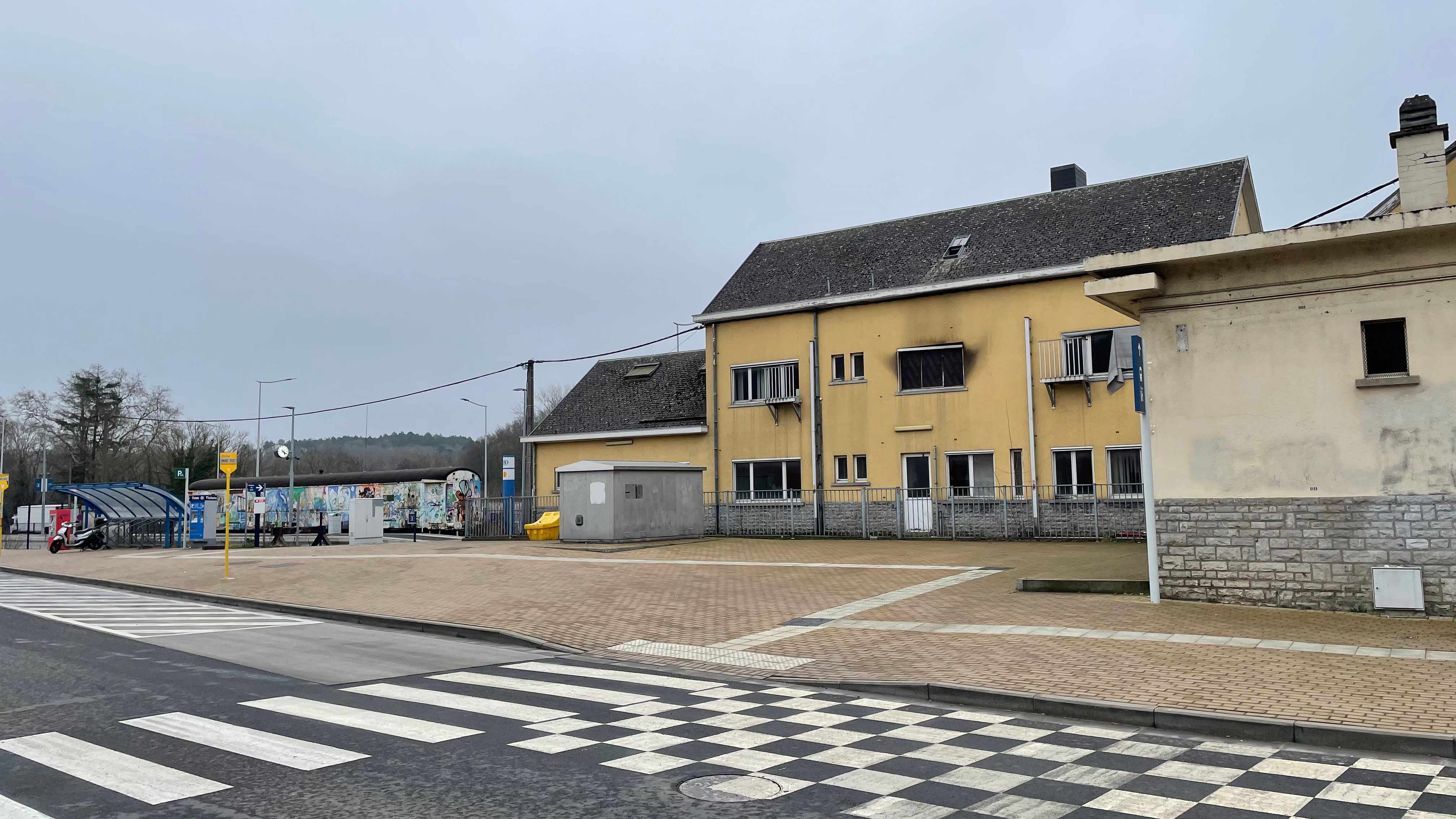
Ancien bâtiment de la gare et bureau de poste.

### Accueil
Halte SNCB, c'est un point d'arrêt à accès libre (PANG) équipé d'un automate pour l'achat de titres de transport.

### Desserte
Couvin est desservie par des trains Suburbains (S64) et d’Heure de pointe (P) de la SNCB, c’est une gare terminus.
En semaine, la desserte, semi-cadencée repose sur des trains S64 circulant entre Charleroi-Central et Couvin renforcés par :
- trois trains P et un S64 supplémentaire entre Couvin et Charleroi-Central (le matin) ;
- deux trains P entre Charleroi-Central et Couvin (le matin) ;
- un train S64 entre Couvin et Charleroi-Central (l’après-midi) ;
- un train P et un S64 supplémentaire entre Charleroi-Central et Couvin (l’après-midi) ;
- un train P entre Couvin et Charleroi-Central deux trains P entre Charleroi-Central et Couvin (en début de soirée) ;
- un train S64 supplémentaire entre Couvin et Charleroi-Central (le soir).

Les week-ends et jours fériés, la desserte est cadencée toutes les deux heures dans chaque sens et comprend des trains S64 reliant Charleroi-Central à Couvin.

### Intermodalité
Un parc pour les vélos et un parking pour les véhicules y sont aménagés.
Elle est desservie par des bus du TEC Namur-Luxembourg (lignes 56, 59, 60/1, 60/2, 156b ,156c et 451).

## Comptage voyageurs
Ce graphique et tableau montre le nombre de voyageurs embarquant en moyenne durant la semaine, le samedi et le dimanche.
| Nombre de passagers qui embarquent à la gare de Couvin | Nombre de passagers qui embarquent à la gare de Couvin | Nombre de passagers qui embarquent à la gare de Couvin | Nombre de passagers qui embarquent à la gare de Couvin |
|                                                        | Semaine                                                | Samedi                                                 | Dimanche                                               |
| ------------------------------------------------------ | ------------------------------------------------------ | ------------------------------------------------------ | ------------------------------------------------------ |
| 1984                                                   | 210                                                    | 104                                                    | 201                                                    |
| 1985                                                   | 275                                                    | 87                                                     | 178                                                    |
| 1986                                                   | 235                                                    | 60                                                     | 144                                                    |
| 1987                                                   | 249                                                    | 116                                                    | 219                                                    |
| 1988                                                   | 260                                                    | 108                                                    | 179                                                    |
| 1989                                                   | 276                                                    | 109                                                    | 203                                                    |
| 1990                                                   | 285                                                    | 123                                                    | 202                                                    |
| 1991                                                   | 285                                                    | 123                                                    | 209                                                    |
| 1992                                                   | 249                                                    | 115                                                    | 233                                                    |
| 1993                                                   | 248                                                    | 94                                                     | 179                                                    |
| 1994                                                   | 339                                                    | 130                                                    | 206                                                    |
| 1995                                                   | 257                                                    | 116                                                    | 188                                                    |
| 1996                                                   | 239                                                    | 109                                                    | 99                                                     |
| 1997                                                   | 261                                                    | 80                                                     | 200                                                    |
| 1998                                                   | 281                                                    | 95                                                     | 246                                                    |
| 1999                                                   | 220                                                    | 58                                                     | 175                                                    |
| 2000                                                   | 258                                                    | 96                                                     | 179                                                    |
| 2001                                                   | 213                                                    | 60                                                     | 165                                                    |
| 2002                                                   | 229                                                    | 70                                                     | 128                                                    |
| 2003                                                   | 275                                                    | 102                                                    | 202                                                    |
| 2004                                                   | 291                                                    | 88                                                     | 147                                                    |
| 2005                                                   | 337                                                    | 96                                                     | 144                                                    |
| 2006                                                   | 344                                                    | 152                                                    | 236                                                    |
| 2007                                                   | 322                                                    | 74                                                     | 110                                                    |
| 2008                                                   | -                                                      | -                                                      | -                                                      |
| 2009                                                   | 343                                                    | 86                                                     | 202                                                    |
| 2010                                                   | -                                                      | -                                                      | -                                                      |
| 2011                                                   | -                                                      | -                                                      | -                                                      |
| 2012                                                   | 332                                                    | 89                                                     | 230                                                    |
| 2013                                                   | 363                                                    | 109                                                    | 189                                                    |
| 2014                                                   | 325                                                    | 68                                                     | 151                                                    |
| 2015                                                   | 299                                                    | 80                                                     | 126                                                    |
| 2016                                                   | 272                                                    | 87                                                     | 164                                                    |
| 2017                                                   | 252                                                    | 113                                                    | 250                                                    |
| 2018                                                   | 248                                                    | 87                                                     | 219                                                    |
| 2019                                                   | 134                                                    | 28                                                     | 29                                                     |
| 2020                                                   | 174                                                    | 92                                                     | 96                                                     |
| 2021                                                   | -                                                      | -                                                      | -                                                      |
| 2022                                                   | 223                                                    | 127                                                    | 201                                                    |
| 2023                                                   | 267                                                    | 101                                                    | 158                                                    |
| 2024                                                   | 256                                                    | 115                                                    | 200                                                    |